# تشاك نوكس
تشاك نوكس (بالإنجليزية: Chuck Knox)‏ هو لاعب كرة قدم أمريكية أمريكي، ولد في 27 أبريل 1932 في سيويكلي في الولايات المتحدة، وتوفي في 12 مايو 2018 بسبب خرف.

## وصلات خارجية
- تشاك نوكس على موقع الموسوعة البريطانية (الإنجليزية)